# Saison 2 de Rush
Chronologie
Saison 1 Saison 3
Cet article présente le guide des épisodes la deuxième saison de la série télévisée Rush.

## Distribution

### Acteurs principaux
- Rodger Corser : Lawson Blake
- Callan Mulvey : Brendan « Josh » Joshua
- Josef Ber (en) : Dominic Wales Sergent
- Nicole da Silva : Stella Dagostino
- Ashley Zukerman : Michael Sandrelli
- Samuel Johnson (en) : Leon Broznic
- Catherine McClements : Kerry Vincent
- Jolene Anderson : Shannon Henry

### Invités
- Asher Keddie : Jacinta Burns
- Kate Jenkinson (en) : Nina Wise
- Maia Thomas : Sandrine Wales
- Zed Ledden : Brian Marshall
- Adam Zwar (en) : Martin « Marty » Gero
- Paul Ireland (en) : Boyd Kemper
- Nathaniel Dean (en) : Andrew Kroinin

## Épisodes

### Épisode 1:La Recrue
- Australie : 16 juillet 2009 sur Network Ten
- France : 16 septembre 2014 sur Numéro 23[1]

- Australie : 1,167 million de téléspectateurs

### Épisode 2:Le Trafic
- Australie : 23 juillet 2009 sur Network Ten
- France : 17 septembre 2014 sur Numéro 23[1]

- Australie : 1,145 million de téléspectateurs

### Épisode 3:Le Suicide
- Australie : 30 juillet 2009 sur Network Ten
- France : 17 septembre 2014 sur Numéro 23[1]

- Australie : 1,147 million de téléspectateurs

### Épisode 4:Un père presque modèle
- Australie : 6 août 2009 sur Network Ten
- France : 18 septembre 2014 sur Numéro 23[1]

- Australie : 1,228 million de téléspectateurs

### Épisode 5:L'Allié
- Australie : 13 août 2009 sur Network Ten
- France : 18 septembre 2014 sur Numéro 23[1]

- Australie : 1,206 million de téléspectateurs

### Épisode 6:Retour impossible
- Australie : 20 août 2009 sur Network Ten
- France : 19 septembre 2014 sur Numéro 23[1]

- Australie : 1,115 million de téléspectateurs

### Épisode 7:Le Guerrier vert
- Australie : 27 août 2009 sur Network Ten
- France : 19 septembre 2014 sur Numéro 23[1]

- Australie : 1,320 million de téléspectateurs

### Épisode 8:En terrain hostile
- Australie : 3 septembre 2009 sur Network Ten
- France : 22 septembre 2014 sur Numéro 23[1]

- Australie : 1,036 million de téléspectateurs

### Épisode 9:Révélation
- Australie : 10 septembre 2009 sur Network Ten
- France : 22 septembre 2014 sur Numéro 23[1]

- Australie : 1,136 million de téléspectateurs

### Épisode 10:Dans la gueule du loup
- Australie : 10 septembre 2009 sur Network Ten
- France : 23 septembre 2014 sur Numéro 23[1]

- Australie : 1,107 million de téléspectateurs

### Épisode 11:Le Piège
- Australie : 17 septembre 2009 sur Network Ten
- France : 23 septembre 2014 sur Numéro 23[1]

- Australie : 1,050 million de téléspectateurs

### Épisode 12:La Bêtise
- Australie : 24 septembre 2009 sur Network Ten
- France : 24 septembre 2014 sur Numéro 23[1]

- Australie : 1,008 million de téléspectateurs

### Épisode 13:Dur métier
- Australie : 1er octobre 2009 sur Network Ten
- France : 24 septembre 2014 sur Numéro 23[1]

- Australie : 944 000 téléspectateurs

### Épisode 14:Mensonges
- Australie : 8 octobre 2009 sur Network Ten
- France : 25 septembre 2014 sur Numéro 23[1]

- Australie : 871 000 téléspectateurs

### Épisode 15:L'Anatomie de la vengeance
- Australie : 15 octobre 2009 sur Network Ten
- France : 25 septembre 2014 sur Numéro 23[1]

- Australie : 909 000 téléspectateurs

### Épisode 16:Les Risques du métier
- Australie : 22 octobre 2009 sur Network Ten
- France : 25 septembre 2014 sur Numéro 23[1]

- Australie : 975 000 téléspectateurs

### Épisode 17:Une journée ordinaire
- Australie : 29 octobre 2009 sur Network Ten
- France : 26 septembre 2014 sur Numéro 23[1]

- Australie : 890 000 téléspectateurs

### Épisode 18:Les Liens de sang
- Australie : 5 novembre 2009 sur Network Ten
- France : 26 septembre 2014 sur Numéro 23[1]

- Australie : 826 000 téléspectateurs

### Épisode 19:Emprises
- Australie : 12 novembre 2009 sur Network Ten
- France : 29 septembre 2014 sur Numéro 23[1]

- Australie : 948 000 téléspectateurs

### Épisode 20:L'Anniversaire
- Australie : 19 novembre 2009 sur Network Ten
- France : 30 septembre 2014 sur Numéro 23[1]

- Australie : 830 000 téléspectateurs

### Épisode 21:Sous influence
- Australie : 26 novembre 2009 sur Network Ten
- France : 30 septembre 2014 sur Numéro 23[1]

- Australie : 986 000 téléspectateurs

### Épisode 22:À sec
- Australie : 26 novembre 2009 sur Network Ten
- France : 1er novembre 2014 sur Numéro 23[1]

- Australie : 977 000 téléspectateurs